# Evas vinterplåster
A Incrível Casa de Eva foi uma produção da TV sueca SVT, apresentada por Eva Funck, que apresentava como tratar de doenças típicas do inverno. No Brasil o programa foi exibido pelp Canal Futura e pela TV Escola, onde este programa e o seu predecessor, Evas sommarplåster (que focava nas doenças de verão), foram denominados igualmente de A Incrível Casa de Eva.

## Sinopse
A Incrível Casa de Eva é uma série que fala de saúde para o público infantil. Eva Funck explica para as crianças como elas podem tratar pequenos problemas de saúde até mesmo dispensando medicamentos. Com a utilização de modelos e maquetes ela explica de forma bem-humorada o que acontece com nosso corpo quando, por exemplo, ficamos doentes do estômago, temos rachaduras nos lábios ou quando ficamos constipados.

## Episódios
- Pele
- Doenças da Infância
- Gripe
- O Sistema Imunológico
- Dentes
- Sono
- Bolhas Doloridas
- As Dores do Crescimento
- Constipação
- O Diário da Doença

## Dublagem
| Apresentadora | Dubladora    |
| ------------- | ------------ |
| Eva Funck     | Lívia Falcão |

Estúdio: Audio News (Rio de Janeiro)

Locutor: Márcio Seixas

Narrador: Marco Ribeiro

Direção de Dublagem: Marco Ribeiro